# Рифкинд, Малькольм
Сэр Малькольм Лесли Рифкинд (англ. Sir Malcolm Leslie Rifkind; род. 21 июня 1946, Эдинбург) — британский политик, член Консервативной партии Великобритании. Министр обороны Великобритании (1992—1995), министр иностранных дел Великобритании (1995—1997).

## Биография
Родился 21 июня 1946 года в Эдинбурге в еврейской семье с литовскими корнями. Окончил Эдинбургский университет, где изучал право, а позднее — политологию. В 1967—1969 годах преподавал в университете Южной Родезии (ныне — Зимбабве), по возвращении в Великобританию занимался частной адвокатской практикой. После неудачной попытки избрания в Палату общин, стал в 1970 году депутатом муниципального совета Эдинбурга.
В том же 1970 году был принят в шотландскую коллегию адвокатов, а в 1974 году избран в парламент от Консервативной партии в одном из эдинбургских избирательных округов — Эдинбург Пентлэндс. В 1975 году лидер консерваторов Маргарет Тэтчер назначила Рифкинда официальным представителем партии в вопросах, касающихся Шотландии, но уже через год он ушёл в отставку из несогласия со взглядами Тэтчер, выступавшей против учреждения Шотландской ассамблеи. Тем не менее, заняв должность премьер-министра Великобритании, Тэтчер в 1979 году назначила Рифкинда парламентским помощником министра по делам Шотландии, а в 1983 году он стал младшим министром в Форин-офисе и использовал своё влияние, чтобы убедить премьер-министра в необходимости создания общего европейского рынка. В 1985 году Рифкинд достиг вершины своей юридической карьеры, став королевским адвокатом.
9 января 1986 года министр обороны Майкл Хезелтайн ушёл в отставку из-за расхождения во взглядах с премьер-министром на политику в отношении компании по производству вертолётов Westland Helicopters. За этим увольнением последовала серия перемещений в правительстве Тэтчер, в результате которой Рифкинд был назначен министром по делам Шотландии.

### В правительствах Джона Мейджора (1990—1997)
28 ноября 1990 года после отставки Маргарет Тэтчер был сформирован первый кабинет Джона Мейджора, в котором Рифкинд получил портфель министра транспорта.
С 10 апреля 1992 по 5 июля 1995 года являлся министром обороны Великобритании — первым со Второй мировой войны, никогда не служившим в армии.
Выступал против активного вмешательства Великобритании в Боснийскую войну, но подчиняясь курсу правительства, в январе 1993 года запрашивал направление в Адриатическое море авианосца, а в марте 1994 года лично объявил о направлении в Боснию дополнительно батальона численностью 900 человек. По свидетельству политического обозревателя Эндрю Марра, проговорка Рифкинда «мы просто подключаемся» (we just plug on) породила в околоправительственных кругах слухи о его если не просербских, то как минимум «босноскептических» взглядах.
5 июля 1995 года Мейджор назначил Рифкинда министром иностранных дел вместо активного сторонника европейской интеграции Дугласа Хёрда из чисто политических соображений — новый министр занимал в отношениях с Европейским союзом положение центриста, способного примирить правительство с консервативными парламентариями, настроенными евроскептически.
С первых дней в новой должности Рифкинд занял посредническую позицию в вопросе возвращения международного контроля над Сребреницей между линией американского министра обороны Уильяма Перри, выступавшего за военную операцию, и российского министра иностранных дел Андрея Козырева, добивавшегося дипломатического решения. Он также отклонил предложение французского президента Жака Ширака о замене UNPROFOR в операции против сербских войск в Сребренице на франко-британский контингент сил быстрого реагирования, сосредоточив внимание партнёров на защите зоны безопасности в Горажде, а также столицы региона — Сараево.
В ближневосточном мирном процессе занял вслед за Мейджором более произраильскую позицию, вновь вступив в разногласия с президентом Франции Шираком.
В феврале 1996 года в ходе встречи с российским коллегой Евгением Примаковым выразил озабоченность Запада в связи с российской стратегией распространения влияния на бывшие союзные республики. Первый официальный визит в качестве министра иностранных дел Рифкинд совершил на Украину, высказывался за включение новых государств Восточной Европы в НАТО к 1999 году.
На парламентских выборах 1 мая 1997 года консерваторы потерпели сокрушительное поражение, Рифкинд также не смог переизбраться в своём прежнем округе.
После отставки награждён степенью рыцаря-командора Ордена Святых Михаила и Георгия (KCMG).

### Возвращение в парламент (2005—2015)
В 2001 году попытался вернуть себе округ Эдинбург Пентлэндс, но по итогам новых выборов вновь проиграл, хотя и с несколько лучшим результатом — получил 36,1 % голосов, а лейбористка Линда Кларк — 40,6 %.
5 мая 2005 года добился успеха на парламентских выборах в лондонском округе Кенсингтон и Челси, заручившись поддержкой 57,9 % избирателей. Сильнейшей из соперников стала либеральная демократка Дженнифер Кингсли (Jennifer Kingsley) с результатом 18,3 %.
В связи с поражением консерваторов на этих выборах Майкл Говард покинул пост лидера партии, и Рифкинд принял участие в выборах его преемника. Добившись голосов только пяти парламентариев, 11 октября 2005 года вышел из борьбы, объявив о поддержке кандидатуры Кеннета Кларка.
24 февраля 2015 года объявил об отставке с должности председателя Парламентского комитета по разведке и безопасности и отказе от переизбрания в Палату общин на выборах 7 мая 2015 года. Причиной прекращения карьеры стал скандал — Рифкинд и другой бывший министр иностранных дел Джек Стро вели переговоры об оказании неких платных услуг частной фирме, представители которой в действительности являлись журналистами «The Daily Telegraph» и «Channel 4 News» (тем не менее, Рифкинд настаивал, что не нарушал правил парламентской этики).
31 мая 2015 года Рифкинд прокомментировал в интервью BBC Radio 5 сообщение о включении его в число 89 европейских политиков и военных, которым запрещён въезд в Россию за активную поддержку антироссийских санкций, заявлением, что этот шаг российских властей доказывает эффективность западных санкций.